# Guillem Arcos
Guillem Arcos González (Alicante, Alicante; 23 de agosto de 2000) es un jugador de baloncesto español. Juega en la posición de escolta y actualmente forma parte de la plantilla del TAU Castelló de la Liga LEB Oro. 
Tiene una estatura de 193 centímetros, sin embargo destaca por su facilidad de salto, lo que le permite anotar por encima de rivales y realizar sus característicos mates. Es considerado como un gran jugador de equipo, lo que le permite, junto a una envergadura de 201 cm, realizar buenas defensas y correr la pista con facilidad.

## Trayectoria deportiva
Nacido en la ciudad de Alicante, Guillem Arcos es un base/escolta criado y formado en las categorías inferiores del Club Baloncesto Lucentum Alicante, siendo uno de los jugadores de la considerada como la generación dorada del baloncesto alicantino, la generación del 2000. Se proclamaría campeón autonómico en dos ocasiones, formando también parte de la selección autonómica de la comunidad valenciana por partida doble.
En su primer año como profesional, en la temporada 2016/2017, Guillem Arcos batiría el récord como el jugador más joven de la historia en debutar con el Club Baloncesto Lucentum Alicante de LEB Plata, a la edad de 16 años y 40 días.
En la temporada 2019-20, tras su periplo americano en la Woodstock Academy, el jugador decidió regresar a su ciudad natal para formar parte de la plantilla del primer equipo de HLA Alicante, que participa en la Liga LEB Oro.
Durante la temporada 2020-21, Arcos alternaría el filial de Liga EBA con el primer equipo de HLA Alicante, en Liga LEB Oro. Con el filial lucentino disputó 21 partidos, llegando a promediar 24.3 puntos, 4.8 rebotes, 7 asistencias y 30.8 de valoración en 36 minutos por encuentro.
En la 2021-2022, Arcos llega a un acuerdo de renovación por el HLA Alicante para disputar la Liga LEB Oro, promediando 4 puntos, 2.6 rebotes, 1.4 asistencias y 4.2 de valoración en poco más de 16 minutos por partido.
Al término de la temporada 2022-23, da por finalizada una vinculación de 11 temporadas con el HLA Alicante, equipo con el que llegó a ejercer de capitán con tan sólo 22 años.
El 24 de agosto de 2023, firma por el Club Melilla Baloncesto de la LEB Oro.
El 30 de junio de 2024, firma por el TAU Castelló de la LEB Oro.

## Selección Española
Con la selección española de baloncesto 3X3 destacan los Juegos Mediterráneos consiguiendo el Oro en la edición celebrada en Orán (Argelia) en 2022.
Consiguió el oro en la 3X3 Nations League U23 en Francia en 2022.

## Palmarés

### Selección nacional
- Medalla de Bronce en los Juegos Mediterráneos 2022 de Orán 2022.
- Medalla de Oro en la 3X3 Nations League U23 de Francia 2022.

### Clubes
Lucentum Alicante
- 1 vez Subcampeón de Copa Princesa de Asturias de baloncesto: 2008/09.
- 1 vez Semifinalista Playoffs Ascenso a Liga AB